# Port Vila

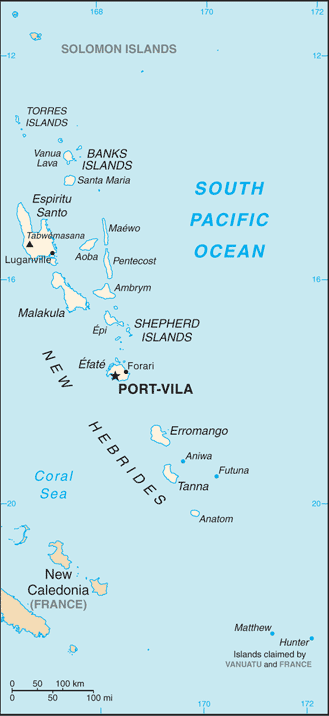
Karta över Vanuatu med Port Vila markerat

Port Vila är Vanuatus huvudstad och största stad. Staden ligger på ön Éfatés södra kust och hade 29 356 invånare vid folkräkningen år 1999, främst melanesier samt en del polynesier, asiater och européer, nämligen fransmän och britter. Staden har landets viktigaste hamn och flygplats.

## Historia
Området har varit bebott av melanesier i tusentals år. 1606 kom de första européerna under ledning av Pedro Fernández de Quirós och Luis Váez de Torres.
På 1800-talet grundade franska bosättare samhället Franceville, som förklarade sig självständigt 1889 och blev den första nationen att tillämpa allmän rösträtt utan åtskillnad av kön eller ras. Trots att befolkningen vid den tiden bestod av cirka 500 infödda och mindre än 50 vita, var det tidigare bara de senare som kunde väljas.
Efter 1887 styrdes territoriet gemensamt av fransmännen och britterna. Detta fastställdes 1906 i ett kondominium.
Under andra världskriget var Port Vila en amerikansk och australisk flygbas.
1987 skadades staden svårt av en cyklon och i januari 2002 av en jordbävning.

## Ekonomi
Port Vila är Vanuatus viktigaste hamn och centrum för landets handel. Den internationella flygplatsen, Bauerfield International, ligger också här.
Jordbruk och fiske är stadens viktigaste industrier. Turismen håller också på att bli viktigt, särskilt från Australien och Nya Zeeland, 2001 kom 53 300 utländska besökare.
Vanuatu är ett skatteparadis och utländska investeringar i Port Vila är en viktig del av ekonomin.
Vanuatu är fortfarande beroende av utländsk hjälp, det mesta kommer från Australien och Nya Zeeland, men på senare år även från Kina. Till exempel har den nyzeeländska regeringen betalat för utbildningen av lokala läkare och stått för deras löner under de första åren. Australien betalar löner för konsulter som arbetar på sjukhuset i Port Vila.
35,7% av exporten och 86,9% av importen går via Port Vila.

## Språk
Bislama talas till vardags av hela befolkningen, franska och engelska är utbredd och även andra infödingsspråk talas.

## Klimat
Port vila har tropiskt klimat, med en torrperiod och en regnperiod. Årsnederbörden är 2 360 mm och området har sydöstliga passadvindar.
|                                            | Jan   | Feb   | Mar   | Apr   | Maj   | Jun   | Jul   | Aug   | Sep  | Okt   | Nov   | Dec   |
| ------------------------------------------ | ----- | ----- | ----- | ----- | ----- | ----- | ----- | ----- | ---- | ----- | ----- | ----- |
| Normaldygnets maximitemperaturs medelvärde | 30,3  | 30,2  | 29,9  | 28,9  | 27,7  | 26,7  | 25,9  | 26,1  | 26,7 | 27,8  | 28,9  | 29,7  |
| Normaldygnets minimitemperaturs medelvärde | 23,4  | 23,6  | 23,4  | 22,5  | 21,3  | 20,5  | 19,5  | 19,3  | 19,6 | 20,6  | 21,7  | 22,4  |
|                                            |       |       |       |       |       |       |       |       |      |       |       |       |
| Nederbörd                                  | 295,8 | 311,8 | 330,4 | 215,0 | 151,2 | 161,3 | 102,8 | 100,5 | 87,2 | 116,6 | 153,7 | 195,8 |

| Diagram | temperaturer i °C • månadsnederbörd i mm • Källa: WMO | temperaturer i °C • månadsnederbörd i mm • Källa: WMO | temperaturer i °C • månadsnederbörd i mm • Källa: WMO | temperaturer i °C • månadsnederbörd i mm • Källa: WMO | temperaturer i °C • månadsnederbörd i mm • Källa: WMO | temperaturer i °C • månadsnederbörd i mm • Källa: WMO | temperaturer i °C • månadsnederbörd i mm • Källa: WMO | temperaturer i °C • månadsnederbörd i mm • Källa: WMO | temperaturer i °C • månadsnederbörd i mm • Källa: WMO | temperaturer i °C • månadsnederbörd i mm • Källa: WMO | temperaturer i °C • månadsnederbörd i mm • Källa: WMO | temperaturer i °C • månadsnederbörd i mm • Källa: WMO |
|         | 296 30 23                                             | 312 30 24                                             | 330 30 23                                             | 215 29 23                                             | 151 28 21                                             | 161 27 21                                             | 103 26 20                                             | 101 26 19                                             | 87 27 20                                              | 117 28 21                                             | 154 29 22                                             | 196 30 22                                             |

## Utbildning
University of the South Pacific, som drivs gemensamt av tolv stillahavsnationer, ligger i Port Vila. Vanuatus campus har universitetets enda juristutbildning och lär även ut språk.

## Världsarv
I augusti 1999 anordnade Unesco 2nd World Heritage Global Strategy Meeting for the Pacific Islands Region i Port Vila. En viktig fråga var att utse lämpliga undervattenskandidater till världsarvslistan.